# Petr Drozda
Petr Drozda (29. března 1952 Kraslice) je český filmový choreograf bojových scén, bývalý kaskadér a bývalý československý zápasník – volnostylař, účastník olympijských her v roce 1976.

## Sportovní kariéra
Je rodákem z Karlových Varů, kde ho v mládí začali přezdívat "Čáp". Zápasit začal aktivně během učení v Plzni v klubu TJ Slavoj MP (Masný průmysl). V roce 1971 narukoval na vojnu do Prahy do Rudé Hvězdy, kde se dostal do volnostylařské tréninkové skupiny k bratrům Engelovým vedených Antonínem Splítkem. V roce 1972 pomáhal připravit jako sparingpartner Karla Engela na olympijské hry v Mnichově. Od roku 1973 přebral pozici reprezentační jedničky po Engelovi v těžké váze do 100 kg.
Zápas ve volném stylu, který si vybral, neměl v Českých zemích tradici pro vrcholovou specializaci. Vždy byl vnímán jako doplněk zápasu řecko-římského a možnost jak reprezentovat pokud v řecko-římském stylu nebylo místo např. konkurenti Petr Kment a Bohumil Kubát. V sedmdesátých letech však byla snaha tuto situaci změnit. Trenéru Splítkovi se podařilo ze Slovenska, kde se kluby na volný styl více specializovaly, přivést nadějného volnostylaře Dana Karabina. Aby držel krok se světovou špičkou, vyjížděl s Karabinem na závěrečná soustředění do zahraničí, kde tréninkové kempy vedli převážně instruktoři ze Sovětského svazu. Prvního výrazného úspěchu dosáhl na zářijovém mistrovství světa v Istanbulu v roce 1974, kde obsadil konečné 4. místo, když ho ve čtvrtém kole z turnaje vyřadil dosažením maxima negativních klasifikačních bodů ukrajinský Sovět Volodymyr Huljutkin.
V roce 1976 patřil k československým medailovým nadějím olympijských hrách v Montréalu. Od prvního kola měl velice přijatelný los. V úvodním kole porazil před časovým limitem na lopatky Nora Tore Hema, ve druhém kole před časovým limitem na lopatky Senegalce Roberta N'Diaye a ve třetím kole před časovým limitem na lopatky Argentince Daniela Verníka. Jako vedoucí muž v pořadí s nulou negativních klasifikačních bodů šel ve čtvrtém kole s ruským Sovětem Ivanem Jaryginem. S favorizovaným Jaryginem prohrál před časovým limitem na lopatky a zůstal v soutěži sám se čtyřmi negativními klasifikačními body s Jaryginem (1 neg. klas. bod), Američanem Russellem Hellicksonom (0,5 n.k.b.) a Bulharem Dimo Kostovem (4,5 n.k.b.). V 5. kole mu stačila taktická remíza s Bulharem Dimo Kostovem k zisku bronzové olympijské medaile nebo výhra před časovým limitem k postupu do finálové trojice a souboj o zlatou olympijskou medaili. S Kostovem však prohrál před časovým limitem na lopatky a obsadil konečné 4. místo.
Od roku 1977 přestoupil do vyšší supertěžké váhy nad 100 kg a do Rudé Hvězdy mu trenér Splítek přivedl ze Slovenska nadějného Júliuse Strniska. Na květnovém mistrovství Evropy v turecké Burse se mu podařilo prolomit smůlu čtvrtých míst. V těsném souboji porazil o třetí místo Maďara Józsefa Ballu. V roce 1978 však postupně ztratil motivaci pokračovat ve sportovní kariéře kvůli častým účinkováním u filmu. Nepomohlo ani angažování sovětského (osetského) specialisty Ilji Drajeva u reprezentace. Začal si stěžovat na bolesti zad, kvůli nimž prakticky neprodělal přípravu na sezonu 1979. Na květnovém mistrovství Evropy v Bukurešti vyhořel, když prohrál oba zápasy před časovým limitem na lopatky. V olympijském roce 1980 s jeho účastí na olympijských hrách v Moskvě přestalo reprezentační vedení počítat.
Petr Drozda zůstává posledním volnostylařem české národnosti konkurenceschopným se světovou špičkou. K jeho výsledkům se nejvíce přiblížil v devadesátých letech dvacátého století Luděk Burian. Ve dvacátém prvním století česká reprezentační sekce zápasu ve volném stylu mužů prakticky zanikla.

### Výsledky v zápasu ve volném stylu
| Turnaj             | 1973 | 1974 | 1975 | 1976 | 1977 | 1978 | 1979 |
| Turnaj             | 21   | 22   | 23   | 24   | 25   | 26   | 27   |
| Turnaj             | –100 | –100 | –100 | –100 | +100 | +100 | +100 |
| ------------------ | ---- | ---- | ---- | ---- | ---- | ---- | ---- |
| Olympijské hry     |      |      |      | 4.   |      |      |      |
| Mistrovství světa  | úč.  | 4.   | úč.  |      | úč.  | 6.   | —    |
| Mistrovství Evropy | 5.   | úč.  | 5.   | 4.   | 3.   | 4.   | úč.  |

## Profesní kariéra
V osmdesátých letech pracoval jako ochranka v taneční kavárně Alfa (dříve Boulevard) v pasáži U Stýblů na Václavském náměstí. Jeho hlavní náplní však byla práce pro kaskadérskou skupinu u Filmových studií Barrandov. Po sametové revoluci pokračoval v práci u filmu jako kaskadér a v později i jako choreograf bojových scén pod již soukromou společností Filmka Jaroslava Tomsy (od roku 2000 Ladislava Lahody).

### Spolupráce na filmech (výběr)
- Stalingrad (1992)
- Proces (1993)
- Střelec (1995 )
- Člověk v zoo (2001)
- Van Helsing (2004)

### Herecká filmografie (výběr)
- Osvobození Prahy (1975)
- Panna a netvor (1978)
- Deváté srdce (1978)
- Jak rodí chlap (1979)
- Monstrum z galaxie Arkana (1981)
- S čerty nejsou žerty (1984)
- Dva na koni, jeden na oslu (1986)
- Piloti (1988)
- Ta naše písnička česká II (1990)
- Nahota na prodej (1993)
- Krvavý román (1993)
- Kanárská spojka (1993)
- V erbu lvice (1994)